# De Helling (poppodium)

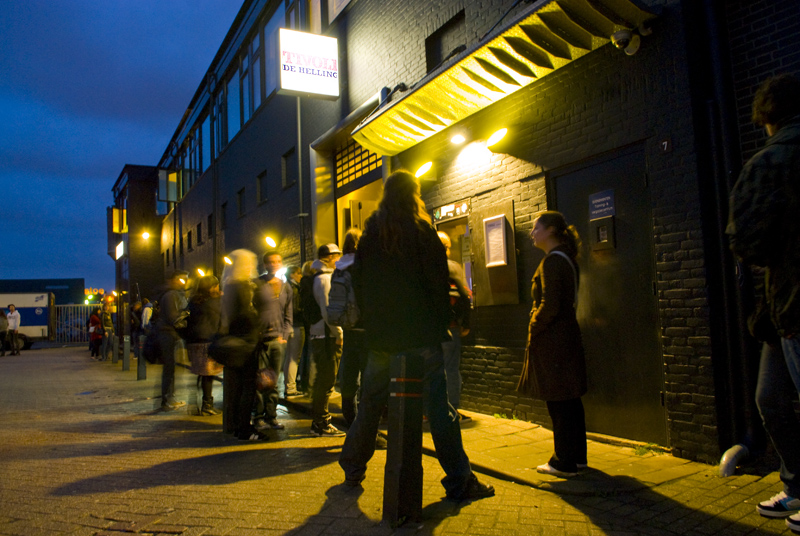
De Helling

De Helling is een poppodium gelegen aan de straat Helling in de wijk Rotsoord in de Nederlandse stad Utrecht. De popzaal en nachtclub staat bekend om z'n goede geluidssysteem en underground-karakter.
Als middelgroot podium met een zaalcapaciteit van 420 personen en ongeveer 70.000 bezoekers per jaar heeft De Helling een gevarieerd aanbod van opkomende (inter)nationale artiesten. Het podium richt zich op de onderstroom, in de meest brede zin van het woord. De programmering bevindt zich op de randjes van het popculturele spectrum, en varieert van heavy en gothic tot global en van hiphop tot experimentele muziek. Ook de clubprogrammering kenmerkt zich door een breed en uitgesproken karakter, met een specifieke focus op bass music. Verder wil De Helling een stem geven aan niet-mannelijke perspectieven en norm-uitdagende artiesten en organisatoren. 
Door de jaren heen stonden er veel gerenommeerde artiesten op het podium van De Helling, zoals Paolo Nutini, Kurt Vile, Kyteman, Speedy J, Joan As Policewoman, Jamie XX en Parkway Drive. Maar De Helling huist niet alleen grote namen. Tijdens de wekelijkse OPEN-avonden krijgt lokaal talent een podium. Dit gratis toegankelijke concept biedt de kans aan lokale artiesten en organisaties om hun eigen avond te organiseren met muziek, theater, kunst of lezingen. 

## Geschiedenis
De locatie op de Helling was eerder het gebouw van poppodium De Vloer. Toen die in 2003 failliet ging, nam poppodium Tivoli het gebouw en de programmering over, met een constructie waarbinnen De Helling een aparte stichting was die alle diensten betrok bij Tivoli. Het poppodium kreeg toen de naam Tivoli De Helling. Tivoli programmeerde de wat alternatievere concerten en dansavonden in De Helling, gothic, dancehall, hiphop, electro, hardcore, enzovoort. Het geluid in de zaal mocht harder vanwege de locatie en het geluid was een stuk beter dan de grotere zaal aan de Oudegracht, omdat het gebouw specifiek als popzaal was verbouwd.
In 2014 fuseerde Tivoli Oudegracht met Muziekcentrum Vredenburg en het SJU jazzpodium tot TivoliVredenburg, met een nieuw muziekgebouw aan de Vredenburgkade in Utrecht. Tivoli en De Helling zijn daarbij gescheiden. Tivoli De Helling werd weer zelfstandig en veranderde de naam in De Helling.